# Abdelkader Bouhi

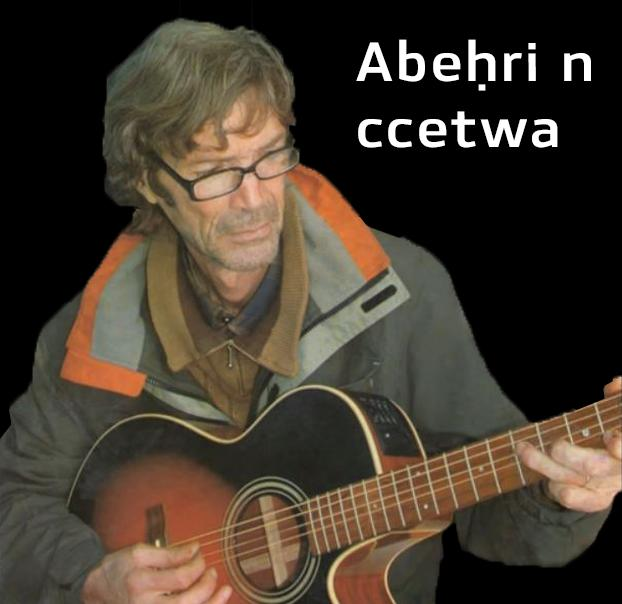
A. Bouhi: Gitarre-Erprobung

Abdelkader Bouhi (kabylisch Σbeqqader Buḥi, Tifinagh-Schrift: ⵄⴱⴻⴽⴽⴰⴷⴻⵔ ⴱⵓⵃⵉ); (* 8. Mai 1957; † 22. Juni 2014 in Bgayet – Bejaia) – war ein kabylischer Musiker, Texter und Sänger aus Bgayet (auch Bejaia oder Bougie genannt), in Algerien.

## Karriere
Die Karriere Abdelkaders als Musiker, Texter und Interpret lief in zwei Phasen: Duett-Phase und Solokarriere, wobei die Erste, kurz aber erfahrungsbereichernd war, und jedenfalls als Wegbereiter der Zweiten zu betrachten ist.

### Duettsanfänge
Die professionelle Karriere des Künstlers begann mit der Veröffentlichung seines ersten Albums im Jahr 1983?. Das Album, welches Athmathen genannt wurde, entstand in Kooperation mit seinem Schwager Said. Das Duett nannte sich ebenso: „Athmathen“, was auf kabylisch soviel heißt wie „Die Gebrüder“. Die Kooperation erfolgte sowohl auf finanzieller als auch auf musikalischer Ebenen. Während Abdelkader seinen Lebensunterhalt als Gelegenheitselektroinstallateur zwischen zwei musikalischen Kompositionen mühevoll bestritt, verdiente Said seinen Lebensunterhalt als Tonträgerhändler ziemlich gut. Neben einem ambulanten Verkaufsstand besaß er eine Art Kiosk für Tonträgerverkauf in Bgayet, Lexmis, Afrag n Ifri – die so arabisiert genannte Saḥet Ifri in den 1980er und 1990er Jahren -. Das Album war der erste und letzte, das durch die Zusammenarbeit des Duetts entstanden ist. Es wurde bei Sadaoui Phone, eine Aufnahmestudio des Künstlers Salah Sadaoui, in Paris, aufgenommen und produziert. In Frankreich wurde das Album unter Gouraya Music vermarktet, ein Vermarktungslabel des Produktionslabels Sadaoui Phone. Die Vermarktung in Algerien hingegen trieb Said allein. Nach dieser Erfahrung hat Said nach neusten Erkenntnissen nicht mehr veröffentlicht.

### Solokarriere
Ausgenommen die Erfahrung mit seinem Schwager, welche nicht glücklich verlaufen ist – Nach Abdelkaders Äußerungen: „die Erfahrung lief nicht gut!“, schlug Abdelkader eine solo musikalische Karriere unter seinem bürgerlichen Namen „Abdelkader Bouhi“, nachdem er den künstlerischen Namen „Athmathen“ aufgab. Es erfolgten etwa zehn weitere Alben, in welchen er sowohl die Musik als auch die Texte schrieb. Zu seinen bekanntesten Liedern gehören, chronologisch aufgelistet, Abeḥri n Ccetwa: [der Kalte Winterwind], Ɛamayen ar ad εeddin: [Der triste 2 jährige Wehrdienst], Dduklent-iyi i s tlata: [Sex, Drogen, Alkohol …], Anda lla-țț: [Wo bleibt meine Geliebte]?, Bgayet a tamurt-iw: [Bgayet: meine Perle, meine Heimat], unter anderem.
Wie alle kabylischen Künstler in den 1970er und Anfang der 1980er Jahre, in denen es nicht leicht war, sich künstlerisch auf kabylisch zu äußern oder die kabylische Kultur zu erwähnen, war A. Bouhi ein politisch engagierter Künstler. Er sang über die verbotene Kultur, die täglichen sozialen Probleme seiner Gesellschaft, die Liebe, die Frauen, das Gras und den Wein. Er erlag 2014 im Alter von 58 Jahren einer langen Krankheit. Er war verheiratet und hatte fünf Kinder.

## Diskografie

### Studioalben
- 1983?: Athmathen: (Album)| Duett mit Said unter den Künstlernamen: Athmathen
- 1986: Anadallatt
- 1989?: Kommt noch
- 1991?: Kommt noch
- 1993?: Kommt noch
- 1995?: Kommt noch
- 1998?: Kommt noch
- 2001?: Kommt noch
- 2003?: Kommt noch
- 2005?: Kommt noch
- 2009?: Kommt noch
- 2011?: Kommt noch
- 2015: Ad ak-weṣṣiγ ay ameẓyan

## Titelliste: Ad ak-weṣṣiγ ay ameẓyan
1. Ur yettmehbil ara yiwen (Σbeqqader Buḥi) – 5:36
2. Ad ak-weṣṣiγ ay ameẓyan (Σbeqqader Buḥi) – 6:25
3. Yir Iberdan’ (Σbeqqader Buḥi) – 10:10
4. Ččan, swan rwan (Σbeqqader Buḥi) – 6:50
5. Ttγenniγ (Σbeqqader Buḥi) – 7:45
6. Iwacu (Σbeqqader Buḥi) – 9,50
7. Ibğawiyen Σzizen (Σbeqqader Buḥi) – 7:50
8. Andalatt (Σbeqqader Buḥi) – 4:40[6]